# Campbellton (Terre-Neuve-et-Labrador)
Pour les articles homonymes, voir Campbellton.
Campbellton est une petite communauté vivant de la pêche et de l'industrie forestière située sur l'île de Terre-Neuve dans la province de Terre-Neuve-et-Labrador au Canada sur le bord de la baie Notre-Dame. La communauté était auparavant appelée Indian Arm à cause d'un village béothuk qui se trouvait près de la rivière Indian Arm. La communauté fut renommée en Campbellton en l'honneur du gérant du moulin à scie John Campbell.

## Personnalités

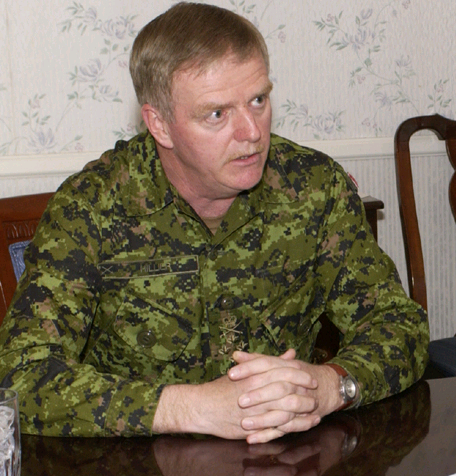
Le général Rick Hillier

- Rick Hillier, chef d'État-Major de la Défense du Canada de 2005 à 2008

## Annexe